# Strażnica WOP Pasterka
Strażnica WOP Pasterka – podstawowy pododdział graniczny Wojsk Ochrony Pogranicza.

## Formowanie i zmiany organizacyjne
W związku z wymogami sytuacji granicznej pod koniec lat 40. XX w. utworzono 242a strażnicę WOP Pasterka. W 1951 strażnica weszła w skład 53 batalionu WOP.
Od 15 marca 1954 wprowadzono nową numerację strażnic, a strażnica WOP Tłumaczów otrzymała nr 253 w skali kraju, a w 1956 była nr 17 na szczeblu brygady. 
W 1960, po kolejnej zmianie numeracji, strażnica posiadała numer 10 i zakwalifikowana była do kategorii IV w 5 Sudeckiej Brygadzie WOP . Kilka miesięcy później rozwiązano strażnicę, a w jej miejsce powstała placówka WOP kategorii II .